# Barrage d'Ascutney Mill
Le barrage d'Ascutney Mill (Ascutney Mill Dam également appelé Windsor Upper Dam et Mill Pond Dam) est un barrage poids-voûte construit en 1834, ce qui en fait l'un des plus anciens barrage et parmi les premiers ayant permis la création d'un réservoir aux États-Unis. Constitué de blocs de granite, il est situé à Windsor, Vermont dans le comté de Windsor, près du fleuve  Connecticut, où il a permis l'utilisation de l'énergie hydraulique et, plus tard, la production d'énergie hydroélectrique. Il figure sur la liste des Historic Civil Engineering Landmarks depuis les années 1970 et la zone qui l'entoure, l'Ascutney Mill Dam Historic District, est inscrite sur le Registre national des lieux historiques depuis le 9 janvier 2007.

## Situation et description
Le barrage est construit dans la vallée du Mill Brook (littéralement « le ruisseau du moulin »), ruisseau affluent du Connecticut. L'étang artificiel formé par le barrage est appelé Mill Pond (« l'étang du moulin »). Ascutney est le nom d'un mont situé dans la zone. Le nom de la retenue d'eau signifie donc littéralement : « barrage du moulin d'Ascutney ».
Le barrage permet le stockage de l'eau l'hiver, puis de la libérer pendant la saison où le débit est plus faible.

## Historique

### Contexte

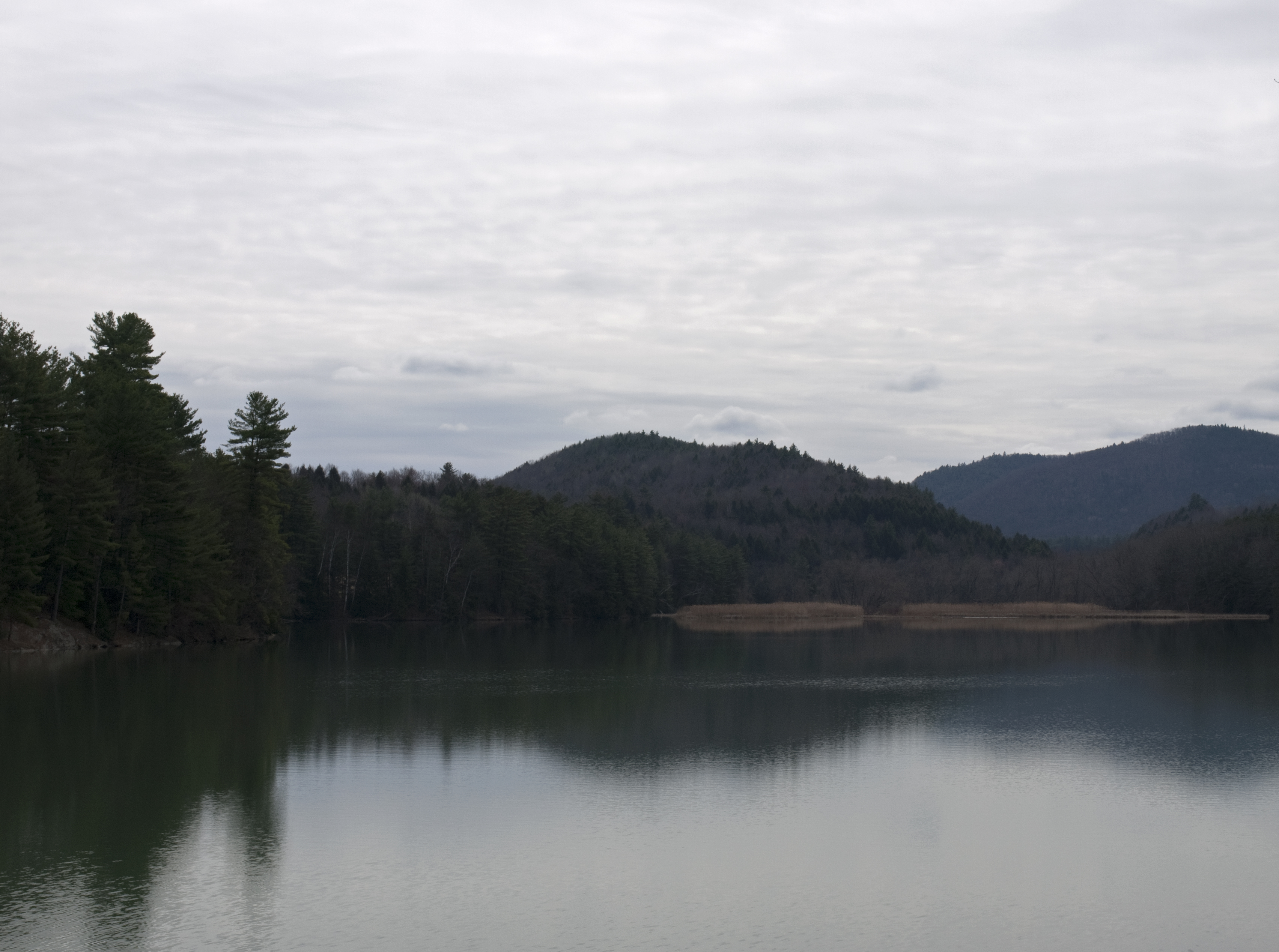
Le Mill Pound.

Dès 1767, plusieurs scieries et minoteries s'installent le long de la rive du Mill Brook, à Windsor. Cependant, durant les périodes de faible débit d'eau, les usines tournent au ralenti. Comme la plupart des villes de cette époque, l'emplacement de la localité a été sélectionné en raison de la présence d'un cours d'eau. Actionnés par l'eau, les moulins sont utilisés pour faciliter le travail humain depuis l'Antiquité, mais comme toutes les ressources d'énergie renouvelables, leur pouvoir n'est pas toujours disponible en cas de besoin. Les scieries ont fourni des planches pour la construction, et les minoteries ont permis la transformation du grain en farine, éléments essentiels pour la construction de bâtiments et l'approvisionnement alimentaire nécessaires à la croissance des villes dans la période post-coloniale dans le Vermont.

### Lancement des travaux
L'Ascutney Mill Dam Company (Compagnie du barrage d'Ascutney Mill) a été créée en 1833 dans le but de mener à bien la construction de la digue. Elle en est alors la propriétaire, et de fait responsable de son entretien et de son exploitation. Malgré des problèmes au cours de la panique de 1837, la société a continué d'exploiter le barrage tout au long du XIXe siècle.
C'est l'ingénieur Ithamar A. Barbe qui a étudié la région et a suggéré l'emplacement du site. Les travaux préparatoire commencent en avril 1834. Siméon Cobb et Joseph Mason sont les entrepreneurs responsables du chantier, et Allen Wardner, un éminent homme d'affaires et banquier de Windsor, est le surintendant du travail. La première étape consiste à enlever un petit barrage préexistant sur le site.

### Construction
La construction proprement dite s'est déroulée entre juin et mi-novembre 1834. L'ouvrage a été construit par assemblage de morceaux de granite et a été l'un des premiers barrages poids-voûte aux États-Unis. Il est peut-être également le plus ancien barrage de maçonnerie de taille relativement important édifié dans le pays. La face aval du barrage était à l'origine quasi-verticale se présentait sous la forme d'un arc.
En juin, le premier des blocs de granite ont été placés. Le matériau utilisé a été extrait dans des carrières située à proximité. L'ensemble est assez simple et a été achevé au mois de novembre 1834, sept mois seulement après que la construction a commencé. Le produit fini est un barrage de 40 pieds (12 m) de haut et 76,25 pieds (23 m) de long. L'altitude est de 115 pieds (35 m).
L'étendue d'eau artificielle s'est remplie durant l'hiver, ce qui a permis l'écoulement par-dessus le déversoir au printemps suivant. L'eau et la glace passant par-dessus le sommet et retombant 40 pieds (12 m) plus bas ont causé du bruit et des vibrations dans tout le village, provoquant l'inquiétude des habitants. Des inspections ont permis de constater que les vibrations n'ont causé aucun dommage au barrage, mais un contrefort en pierre a été construit en bas de la partie aval de l'édifice pour arrêter les vibrations.

## Entretien
Au XXe siècle, un enduit de réparation a été appliqué sur le haut de la structure pour aider à assurer sa stabilité en cas d'inondation. Le barrage a conservé sa structure d'origine, même s'il est l'un des plus anciens barrages aux États-Unis.
Les agents du « Programme national pour l'inspection de barrages non fédéraux » ont effectué une inspection du barrage en septembre 1978. Le rapport était une étude de Phase I rapport d'inspection du Corps des ingénieurs de Waltham, Massachusetts, division de la Nouvelle-Angleterre. Le résumé du rapport expose notamment :

« Le barrage est considéré comme étant dans un état passable. Le barrage est censé être sûr dans les conditions normales d'exploitation. Le test de crue est le PMF. Il est recommandé que le propriétaire engage les services d'un consultant qualifié pour juger de la stabilité du barrage. En plus des recommandations à long terme, il existe plusieurs mesures correctives qui doivent être mises en œuvre. »

La politique en vigueur du Department of Environmental Conservation de l'État du Vermont n'exige une inspection que pour les barrages qui sont supposés retenir plus de 500 000 pieds cubes (environ 14 200 m3). Le barrage d'Ascutney Mill n'entre pas dans cette catégorie.

## Topographie

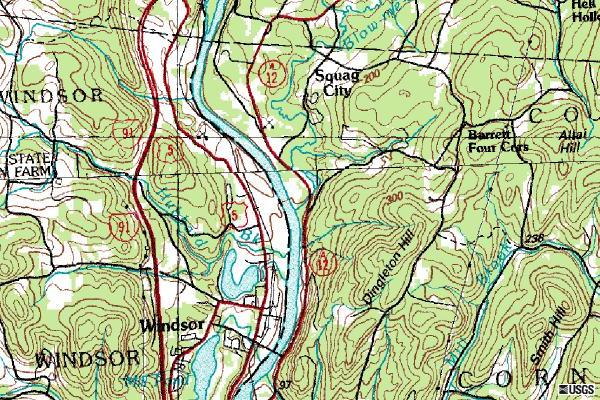
Carte topographique de Windsor, dans le Vermont.

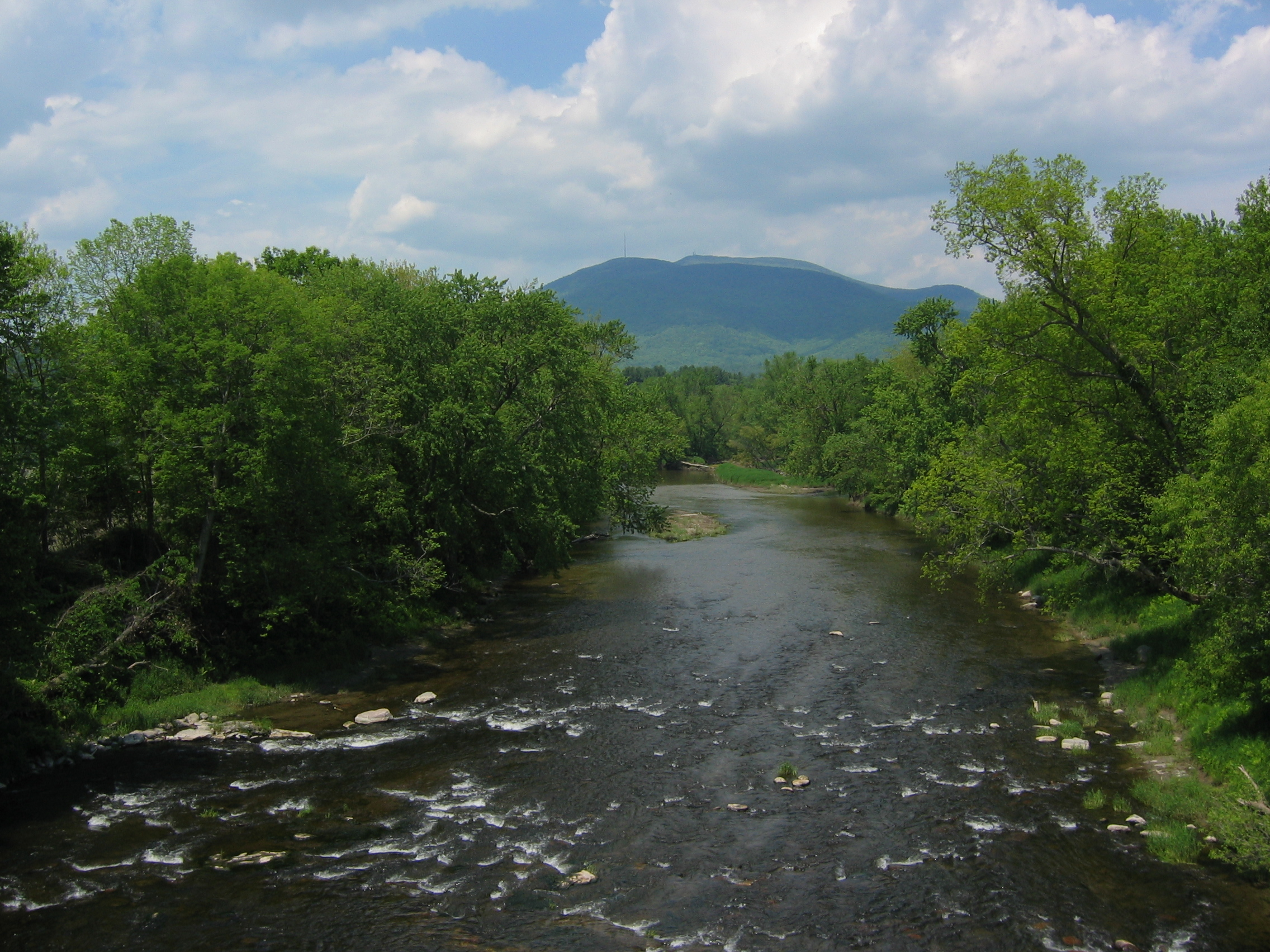
La rivière Sugar avec, au fond, le mont Ascutney.

Pour l'Institut d'études géologiques des États-Unis (United States Geological Survey abrégé en USGS), le barrage est situé dans le « quad » Windsor La carte topographique révèle le relief montagneux de la région. Le comté de Windsor recèle 202 sommets et pics. Le plus haut est le pic Gillespie, qui s'élève à une altitude de 3 343 pieds (1 019 m).
Le débit dans les rivières situées en terrain accidenté peut varier considérablement entre les périodes de hautes et de basses précipitations, car une grande partie de la pluie ruisselle plutôt que de s'infiltrer dans le sol comme cela serait le cas en terrain plat. Ce flux peut provoquer une grande augmentation du débit et du niveau de la rivière dans un temps assez court[réf. nécessaire]. Le fait que le Connecticut se trouve à seulement quelques kilomètres de là joue également un rôle dans le rythme de variation du débit des cours d'eau de la région. Ces éléments influent sur le calendrier de l'ouverture et de la fermeture du barrage d'Ascutley Mill pour la régulation du débit et de la production de l'énergie hydroélectrique[réf. nécessaire].

## Aux alentours
| Localité                       | Distance                |
| ------------------------------ | ----------------------- |
| Windsor (Vermont)              | < 0,1 mille (0,2 km)    |
| Cornish Mills (New Hampshire)  | 1,4 milles (2,3 km) ESE |
| Cornish City (New Hampshire)   | 2,4 milles (3,9 km) ESE |
| Squag City (New Hampshire)     | 3,1 milles (5 km) NNE   |
| Balloch (New Hampshire)        | 3,1 milles (5 km) S     |
| Cornish Center (New Hampshire) | 3,9 milles (6,3 km) E   |
| Brownsville (Vermont)          | 3,9 milles (6,3 km) O   |
| Hartland (Vermont)             | 4,3 milles (6,9 km) N   |
| Plainfield (New Hampshire)     | 4,5 milles (7,2 km) NNE |
| South Cornish (New Hampshire)  | 4,7 milles (7,6 km) ESE |

## Pêche
La zone du barrage d'Ascutney Mill est un spot de pêche populaire, à la fois à la mouche et à l'appât immergé. La faune locale comprend le crapet arlequin, l'omble de fontaine et le crapet de roche. La pêche est ouverte au public, mais un permis de pêche délivré par l'État du Vermont est nécessaire.